# Cerkev svetega Janeza Krstnika, Schwäbisch Gmünd
Cerkev svetega Janeza (uradno  Nebenkirche St. Johannes Baptist der katholischen Pfarrkirche Heilig-Kreuz-Münster) je župnijska rimskokatoliška cerkev v romanskem in neo-romanskem slogu v Schwäbisch Gmündu, posvečena Janezu Krstniku. Bazilika je od 24. junija 2005 mladinska cerkev in lapidarij za  Gmünder Münster.
Cerkev sv. Janeza, ki stoji s svojim izjemnim zvonikom neposredno ob prehodu med Johannis- in Marktplatz, je priljubljen fotomotiv in mejnik v mestu Schwäbisch Gmünd. Je del nekaterih logotipov, kot je na obletnici mesta iz leta 2012.

## Ustanovitev
Agnes von Hohenstaufen, hči cesarja Henrika IV., in žena vojvode Friderika Švabskega je izgubila poročni prstan, medtem ko je bila na lovu v dolini reke Rems. V obupu je obljubila, da bo zgradila cerkev na mestu, kjer bodo našli poročni prstan. Prstan je bil na mestu sedanje cerkve sv. Janeza v rogovju ubitega jelena in tako je Agnes von Hohenstaufen na tem mestu zgradila cerkev.

## Arhitekturna zgodovina
Kdaj in kdo je zgradil cerkev danes ni mogoče določiti. Obstaja sum, da sta na tem mestu že obstajali dve predhodnici. Prva omemba cerkve kot sv. Janeza v Schwäbisch Gmünd je iz leta 1225, kot del čudežne zgodbe o Caesariusu von Heisterbachu. Običajno je čas gradnje določen v obdobju 1210-1230.
V 15. stoletju so bile narejene spremembe. Dobila je gotske elemente, še zlasti obokan gotski kor z 5/8 polami, ob strani so postavili stranski ladji in zgradili gotska okna s krogovičjem na severni strani, jugu in zahodu. Leta 1429 je bil posvečen novogotski oltar.
Leta 1706 je bila cerkev svetega Janeza spet spremenjena. Notranjost je bila barokizirana, med drugim z izdelavo štukatur.
Največja strukturna sprememba se je zgodila v obdobju historicizma, ko je bila cerkev sv. Janeza pod vodstvom arhitekta Hermanna Steinsdorff (1842-1917) reromanizirana. Kor je bil v veliki meri porušen, nadomestil ga je neoromanski kor, stranski ladji sta bili ponovno znižani, okna so dobila nazaj romansko obliko. Poslikava cerkve sega v leta 1878-1879, delo rottenburškega umetnika in cerkvenega slikarja Carla Dehnerja.
Od leta 2008 je cerkev svetega Janeza obnovljena na več odsekih. Ker sodi stavba k stolnici Svetega Križa, je ta tudi vodila obnovitvena dela.

## Zvonik
Gradnja zvonika ni znana. Zato menijo, da je bil zgrajen med letoma 1240-1250. Bil je prvi, samostoječi in je najvišja stavba v Schwäbisch Gmünd.
Stolp je razdeljen na tri dele. Na kvadratnih temeljih na dolgih nagnjenih površinah, ki so pridobljene iz pravokotne v kvadratno obliko. Zaključek je dvonadstropen osmerokoten prostor za zvonove in koničast zaključek. Loki zvočnih odprtin zvonika že imajo zgodnje gotske elemente.
Med letoma 1959 in 1970 je bil stolp statično zavarovan in obnovljen, a ima zvonik naklon približno en meter.
Od leta 2006, stolp je odprt. Nanj se lahko povzpne od maja do oktobra, zagotavlja dober razgled nad Schwäbisch Gmünd.

## Mere
Skupna dolžina znaša 53 m, glavna ladja 36 m in kor 17 m. Notranja širina je 25–28 m. Zvonik je visok 48 m.

## Notranjost
Iz obdobja romanike je mogoče najti le nekaj primerov. Notranjost je še posebej neo-romanska. Od 1870 dalje so ustvarili steno, strop in vitraje, oltar, stranski oltar, ambone, cerkvene klopi in orgle. Freske je oblikoval Carl Dehner od Rottenburga.
V stranskih ladjah bazilike je Münsterbauhütte Schwäbisch Gmünd in se uporablja kot javni lapidarij, ki nadomešča stolnico za prikaz skulptur, ki tako lahko na voljo. Dolgoročno načrtujejo Münsterbauhütte spremeniti v muzej, saj je cerkev sv. Janeza oslabljena v svojem delovanju.
Od leta 2005 so klopi odstranili in jih zamenjali s stoli.

### Staufische Madonna
Iz leta 1972 je romanski Marijin steber, ki se imenuje tudi Staufische Madonna, in se nahaja v notranjosti pod kornim lokom. Pred tem je bil pritrjen na južni strani cerkve, kjer je zdaj reprodukcija. Prvotno je bil v stolnici. Še vedno kip obravnavajo kot najbolj dragoceno skulpturo v mestu Schwäbisch Gmünd in je ocenjena da datira v 12. stoletje (Hermann Kissling). Neposredni model te figure Marije še ni bil dokazan, pravijo pa, da je del skupine Marije z otrokom okoli Nikopoia.
Kip je bil prikazan med drugim 2010/11 na razstavi Die Staufer und Italien v muzeju Reiss-Engelhorn v Mannheimu.

## Orgle
Cerkev Sv Janeza je imela od leta 1775 verjetno majhne orgle v območju prezbiterija. Naslednje je izdelal Josef Neher, graditelj orgel iz mesta Dothumbkus Debler, to že potem ko so luterani prevzeli avguštinsko cerkev, in so orgle padle kot žrtev sekularizacije. Nadalje so ugotovili, da so bile to orgle "malo šibke izdelave". Med spremembami iz let 1869-1880 je empora na zahodni strani. Za to je ustrezen instrument zgradilo podjetje Weigle leta 1879. Zgodovinske Weiglejeve orgle so bile izročene sredi 1880.
Orgle so bile večinoma nespremenjena že od 19. stoletja in so bile močno prizadete od vlage in lesnih zajedavcev. Cevi so leta 1917 uporabili za proizvodnjo vojaške opreme v prvi svetovni vojni. Graditelj orgel Walker je kasneje nadomesti manjkajoče cevi. To so ene od redkih preostalih mehansko nadzorovanih orgel te dobe. Na pobudo donatorjev in stolnega organista Stephana Becka je bila izvedena obsežna prenova, ki jo je izvedla firma Klais v letih 2009-2012, v kateri so med drugim nadomestili 61 cevi. Ker se cerkev Sv. Janeza ne uporablja več za redne maše, uporabljajo orgle zlasti v številnih kulturnih prireditvah, tudi med festivalom evropske cerkvene glasbe.

## Pokopališka kapela Sv. Vida
Cerkev Sv Janeza je obdana s pokopališčem. Severno od cerkve sv. Janeza in na pokopališču stoji kapela sv. Vita, ki je bili prvič omenjena v listinah leta 1387. Leta 1409 kot ab Karner je imela kapela poligonalen kor in je bila uporabljena na dveh ravneh, pri čemer obstaja sum, da je spodaj kripta. To kapelo so skladu s karolinško tradicijo povezovali s sv. Fulradom. Leta 1803 je bila kapela v luči sekularizacije porušena, da bi naredili prostor za parade vojašnice Prediger. 
V oktobru 1972 so v skladu s študijo gmündskega profesorja Hans-Wolfgang Bächleja izvedli kratka izkopavanja. Poleg oltarja so našli ostanke tal. Tloris je bil nato vključen v pločnik na severovzhodni strani trga, in vgrajen v vodomet. 

## Literatur
- Anton Pfitzer: Die Johanniskirche zu Gmünd und Bischof Walther I. von Augsburg (1133–1154). Kohlhammer, Stuttgart 1889 (Digitalisat)
- Walter Klein: Die St.-Johanneskirche zu Gmünd, Gmünder Kunst Band 6, Verlag H. L. Brönner, Frankfurt am Main 1928
- Richard Strobel, Landesdenkmalamt Baden Württemberg: Die Kunstdenkmäler der Stadt Schwäbisch Gmünd. Band 2, Kirchen der Altstadt ohne Heiligkreuzmünster; Deutscher Kunstverlag, München 1995; ISBN 3-422-00569-2.
- Richard Strobel: Die Johanniskirche in Schwäbisch Gmünd. Stauferdenkmal und „Luxusbau“ von 1870. Gmünder Geschichtsverein, Schwäbisch Gmünd 1997, ISBN 3-00-002206-6
- Johannes Schüle: Die historische Orgel der Johanniskirche, in Einhorn Jahrbuch Schwäbisch Gmünd 2006, Einhornverlag Schwäbisch Gmünd 2006, ISBN 978-3-936373-29-5; S. 145-150
- Peter Spranger et al., Münsterbauverein Schwäbisch Gmünd (Hrsg.): St. Johanniskirche in Schwäbisch Gmünd. Fischerdruck, Herlikofen 2006
- Hubert Herkommer: Thronende Maria mit Kind, sog. Staufische Madonna, in Alfried Wieczorek et al. (Hrsg.): Die Staufer und Italien, Band 2 Objekte, Curt-Engelhorn-Stiftung und Wissenschaftliche Buchgesellschaft, Darmstadt, Mannheim 2010, ISBN 978-3-534-22834-8; S. 236
- Stephan Beck: Zur Restaurierung der Carl-Gottlob-Weigle-Orgel in der St. Johanniskirche Schwäbisch Gmünd, in Einhorn Jahrbuch Schwäbisch Gmünd 2012, Einhornverlag Schwäbisch Gmünd 2012, ISBN 978-3-936373-84-4; S. 109-112